# Château de Gravina
Le château de Gravina est un château  situé à Gravina in Puglia, ville métropolitaine de Bari dans les Pouilles. Érigé par Frédéric II, il était principalement utilisé pour ses séjours de chasse,.

## Historique
Son existence est attestée par des documents anciens, comme les choses remarquables du chroniqueur Giovanni Villani, en référence aux différentes domus construites par l'empereur Frédéric II de Souabe dans les Pouilles, la définition « Parco cinto di mura per l'uccellagioni » qui lui sont attribués par Giorgio Vasari, qui le qualifie de poste de chasse et de bâtiment pour les assemblées générales de la Curie.

## Description

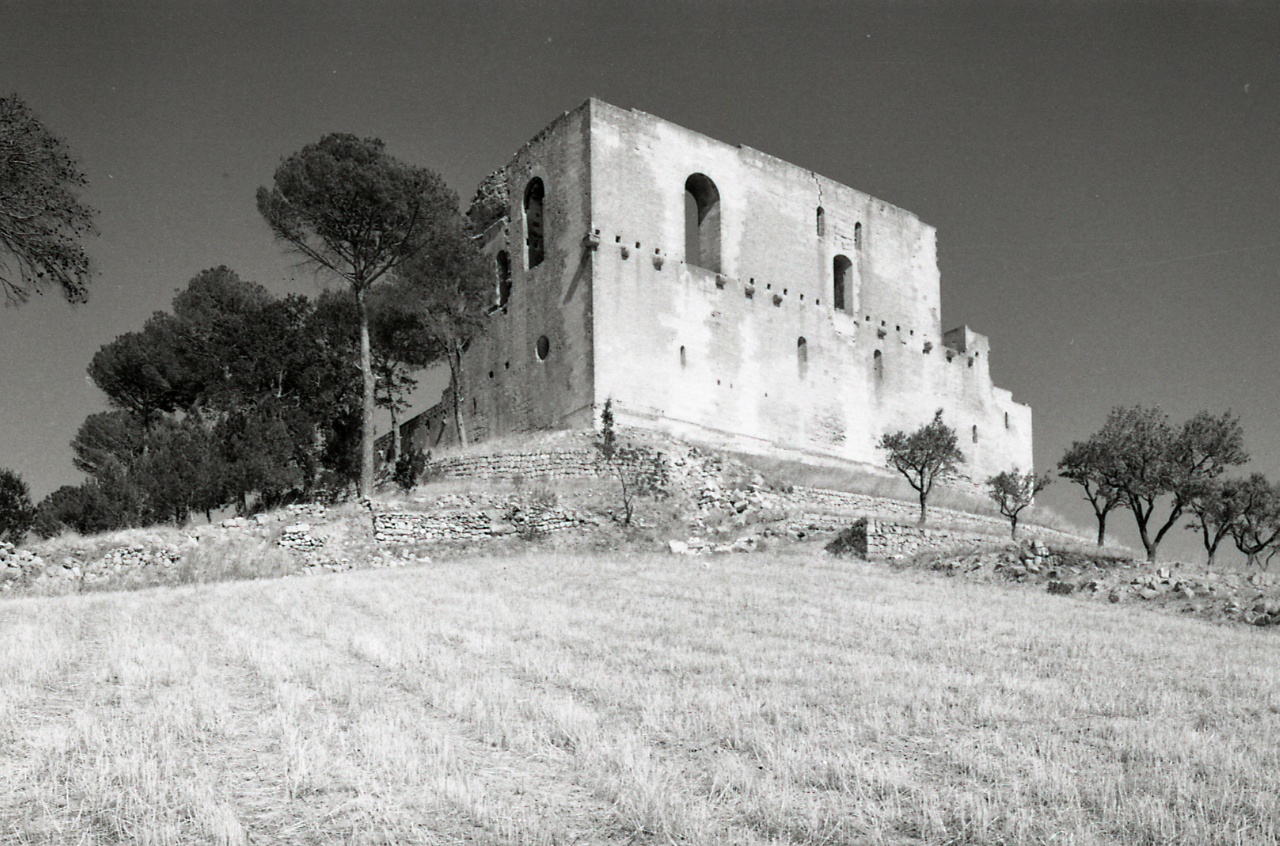

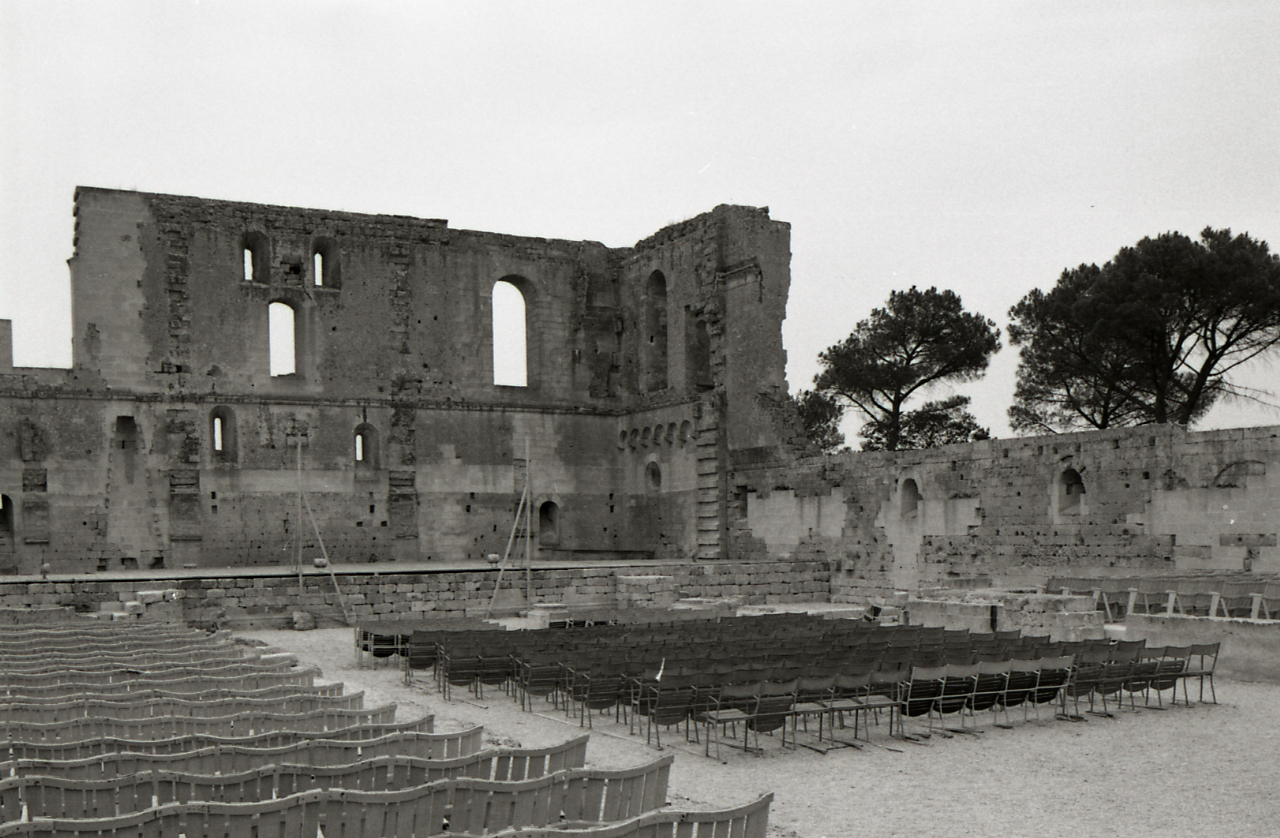

Le château, de plan rectangulaire, fut construit en pierre de taille et possédait quatre tours et plusieurs salles souterraines.
Il se composait de trois étages (y compris la mezzanine), dont il ne reste aujourd'hui qu'une partie des murs d'enceinte et de la base. Dès l'entrée, se trouve une grande cour à moitié couverte. Des portes donnent accès aux pièces du rez-de-chaussée : écuries, cuisines, entrepôts, salles à manger et autres pièces.
Dans le château, un grand escalier royal donnait accès à la mezzanine : ici se trouvaient les pièces utilisées pour la fauconnerie et le personnel de service. L'étage supérieur était réservé aux chambres du seigneur : elles étaient éclairées par de magnifiques fenêtres à meneaux, décorées de pierre finement sculptée.
De ces fenêtres, il était, et est encore possible, d'admirer la ville de Gravina, les Apennins calabro-lucaniens et une grande partie des Murge.